# Ley Acilia repetundarum
La Lex Acilia repetundarum (123 a. C.) creó tribunales permanentes (quaestiones perpetuae) para sancionar el delito de concusión de los magistrados provinciales (repetundae).
Las quaestiones perpetuae fueron extendiendo su competencia a los delitos castigados con la pena de muerte. Así, el homicidio, desde la Lex Cornelia de sicariis et beneficiis, de la época de Sila, fue materia de una quaestio perpetua. Pero a su lado coexistió la jurisdicción de los magistrados y la de las asambleas populares hasta la Lex Iulia iudiciorum publicorum de Augusto, que atribuyó competencia al Senado en materia criminal, mientras simultáneamente el emperador se reservaba la coercio, que ejercía directamente o delegaba en otros magistrados.
Las quaestiones perpetuae perdieron definitivamente su competencia en los últimos años del siglo II del Imperio Romano.